# Baltimax
Baltimax je velikostni razred ladij, ki še lahko vstopijo in zaspustijo Baltsko morje v naloženem stanju. Ugrez je omejen na največ 15,4 metra, največja višina na 65 metrov. Dolžina je okrog 240 metrov, širina pa 42 metrov. Tako je teža okrog 100 000 metričnih ton. 
Kljub temu v Baltskem morju operirajo večje ladje, npr. B-Max-tanker ima nosilnost 205.000 ton, dolžino 325 metrov in širino 68 metrov  Prav tako kontejnerska ladja razred Maersk Trojni E z dolžino 400 metrov in nosilnostjo 165.000 otn. 
Veliko pristanišč ob Baltskem morju ima še nadaljnje omejeni ugrez, npr. Øresund (8 m), Luleå (11 m, bo poglobljen v prihodnosti na 13 m), Kemi (10 m), Klaipėda (12,5 m). Pristanišče Gdansk ima ugrez 14,5 metra. Največje naftno pristanišče Primorsk ima ugrez 15 metrov.